# 木花之醸造所
木花之醸造所（このはなのじょうぞうしょ、 KONOHANANO SAKE BREWERY）は、東京都台東区駒形に本社および工場を置く株式会社ALL WRIGHT（オールライト）が運営する酒類醸造所である。

## 概要
木花之醸造所は、2020年（令和2年）、東京都台東区駒形で細井洋佑により酒造りを開始したことに始まる。浅草といえば東京の代表的な観光名所である、そこで国内外に誇れる名物になるような日本酒造りがしたい、醸造所は飲食店が併設しており「ALL WRIGHT SAKE BAR」を併設し、酒造りの場で若い蔵人が活躍できる場所を提供したい、取り組んだのだった。
場所は浅草の駒形、名前は「木花之醸造所（コノハナノ醸造所）」である。名前の由来は台東区の区木でもある「桜」が咲くように美しい姫という意味があり、酒造りの神でもある「木花之開耶姫（コノハナノサクヤビメ）」からとった。
木花之醸造所が酒造りを志す若者の「独立の為の新しい修行の場」として提供する側面もある。また、木花之醸造所では、他所では見かけない麹室を設け独自の麹を作り、独創的な酒作りを目指している。。
日本酒の国内消費量が年々落ち込んでいる、その反面、海外需要は年々増加傾向にあるため、国税庁は新規の製造免許を止めていたが、2021年（令和3年）度から輸出用に限り新たな酒類製造免許を認めてきた。また、小規模な事業者でも酒造りが可能となるように、最低製造量の条件を輸出用に限っては外されている。2021年12月1日現在、全国で5事業者に対して輸出用の酒類製造免許が交付されている。
2021年（令和3年）、初代醸造長・岡住修兵に変わり二代目醸造長・日向勇人が就任した。日向は1993年（平成5年）福岡県宗像市生まれ、同志社大学経済学部卒業、大阪の化学メーカーに勤め、2017年（平成29年）佐賀の酒造メーカーに勤めた後、木花之醸造所の醸造長となった。
「木花之醸造所」の由来
台東区の区木は桜、「桜が咲くように美しい姫」、酒造りの神である「木花之開耶姫」にちなんでつけられた
輸出用酒類製造免許制度
日本国内の日本酒消費量は年々減少傾向だが、その一方、海外での日本食ブームによる日本酒人気は年々増加傾向にある。また、日本酒の供給過多や酒蔵の保護など考慮して、新たな酒類製造免許を許してこなかった。しかし、日本酒の海外人気を見過ごすのはと、輸出向けの日本酒に限っての清酒製造免許を与える制度を設け、2021年（令和2年）度の税制改正で「輸出用清酒製造免許制度」が発足し、2021年4月1日より免許の申請受付けがスタートされた。

## 沿革
- 2020年（令和2年）
  - 6月8日 - その他の醸造酒の酒類製造免許を取得[6]、麹室を併設した濁酒（どぶろく）醸造所を創業[4]
  - 不詳  - 初代醸造長に岡住修兵が就任[4]
  - 8月 - 「ハナグモリ」販売開始[4]
- 2021年（令和3年）
  - 不詳 - 二代目醸造長に日向勇人が就任[4]
  - 10月28日 - 清酒の輸出用酒類製造免許を取得[3][7]

「ハナグモリ」の由来
木花之開耶姫が咲かせた桜の下を潜る様な雰囲気を味わえるようつけられた

## 営業情報
醸造所
- 定休日 - 不定
- 見学 - 繁忙日以外可能、事前予約（醸造長が説明）
- 駐車場 - 無し[2]

併設店舗「ALL(W)RIGHTオーライ CAFE＆SAKEバル」
- 定休日 - 不定
- 営業時間 - 午後3時〜午後11時
- どぶろく、全国の地酒、クラフトビール、料理[2]

## 商品
- ハナグモリ - 日本酒と酒粕を合わせ仕込んだどぶろく
- ハナグモリ〜THE 酸 - 焼酎用の「白麹」使用酸味を活かし仕込んだどぶろく
- 土田酒造×木花之醸造 ハナグモリ搾り - 軽やかですきっとしたどぶろく
- ハナグモリ REBIRTH PROJECT -RICE45 - 南魚沼の無農薬栽培「コシヒカリ」で仕込んだどぶろく
- ハナグモリ〜レイホウ65〜 - 九州品種「レイホウ」を65%まで精米し仕込んだどぶろく
- ハナグモリ〜全麹酒〜 - 「麹」だけで仕込み搾ったどぶろく
- 木花之醸造LAB07×WAKAZE×haccoba - 3醸造所が共同で「ホップ」で仕込んだどぶろく
- 木花之醸造LAB06 - 伊那市長谷の胚芽玄米「カミアカリ」で仕込んだどぶろく
- 木花之醸造LAB05 - 自然栽培米「ササニシキ」で仕込んだどぶろく
- 木花之醸造LAB04 - 江戸時代、灘で生まれた「生酛」で仕込んだどぶろく
- 木花之醸造LAB03 - 奈良のお寺で生まれた古の「菩提酛」で仕込んだどぶろく
- 木花之醸造LAB02 - 「麹」だけで仕込んだどぶろく
- 木花之醸造LAB01 - 実験酒、焼酎用の「白麹」で仕込んだどぶろく[4]

## 交通
鉄道
- 銀座線 - 田原町駅下車、2出口より徒歩6分
- 浅草線 - 浅草駅下車、A2b出口より徒歩4分
- 大江戸線 - 蔵前駅下車、A6出口より徒歩3分

## 関連文献
- 『小さな酒造 世界を狙う 輸出用免許が解禁 新規参入続々』読売新聞、経済、2021年12月31日、2022年1月1日閲覧
- 『Makuake』「東京の観光名所「浅草」に新しい酒蔵・木花之醸造所が誕生」、2022年3月11日閲覧
- 『SAKE Street』「日本酒造りの新規免許獲得を目指す」-「稲とアガベ」代表・岡住修兵さん、2022年3月12日閲覧